# Bicyclus alboplaga
Bicyclus alboplaga is een vlinder van de familie van de Nymphalidae, van de onderfamilie van de Satyrinae. De soort is voor het eerst wetenschappelijk beschreven als Mycalesis alboplaga door Hans Rebel in een publicatie uit 1914.
De soort komt voor in Gabon, Congo-Brazzaville, Centraal Afrikaanse Republiek, Congo-Kinshasa en Oeganda.